# 錢肇修
錢肇修，字石臣，奉天府铁岭人。清朝政治人物。
康熙三十年（1691年）辛未科进士。康熙三十五年，擔任洛陽縣知縣，后任江南道監察御史。